# York Factory
Pour les articles homonymes, voir Fort Nelson (homonymie), Nelson, Fort Bourbon et Bourbon.
York Factory est un poste de traite construit en 1682 par les Anglais  le long de la baie d'Hudson au Canada. Il a d'abord été nommé Fort Nelson, car il était édifié à l'embouchure du Fleuve Nelson. Il s'est appelé Fort Bourbon lors des périodes de possession française, soit de 1694 à 1695 et de 1697 à 1713.

## Histoire

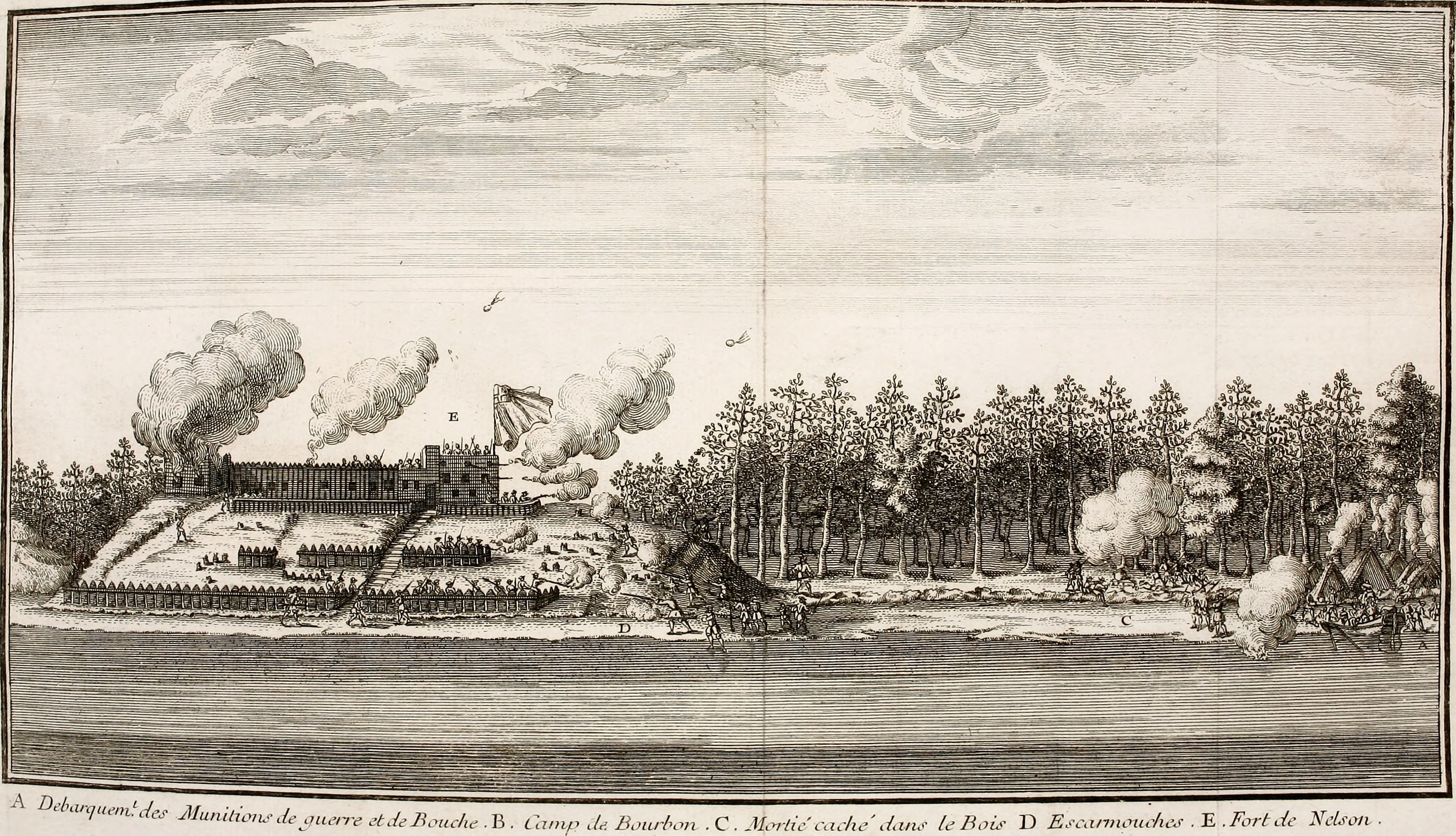
Le fort assiégé et pris par les français en 1697.

En 1684, les Français, conduits par Pierre de Troyes et Pierre-Esprit Radisson, s'emparent du fort, le détruisent, puis érigent un nouveau fort, le « fort Bourbon » en l'honneur du roi de France Louis XIV, troisième du nom de la Maison de Bourbon.
Quelques années plus tard, les Anglais reprennent le fort qu'ils nomment « fort York ».
En 1692, le gouverneur Frontenac ordonna à Pierre Le Moyne d'Iberville de patrouiller dans la Baie d'Hudson et de couper les communications entre les comptoirs anglais et l'Angleterre puis de prendre possession des forts anglais.
En 1694, Joseph Le Moyne de Sérigny  et son frère, Pierre Le Moyne d'Iberville recrutèrent des marins-soldats pour engager la campagne militaire de la Baie d'Hudson et reconquérir des territoires conquis sur les Anglais dix ans plus tôt avec le capitaine Pierre de Troyes, mais repris par l'ennemi depuis lors. Ils prirent avec succès le fort Bourbon, mais lors de l'attaque, ils perdirent leur frère Louis Le Moyne de Châteauguay. 
En 1695, Gabriel Testard de la Forest devient le commandant du Fort Bourbon. 
En 1696 les Anglais s'emparent du fort. 
En septembre 1697, il est repris par Pierre Le Moyne d'Iberville après sa victoire contre trois vaisseaux anglais et par Pierre Dugué de Boisbriant et laissé à la garde de son frère. 
En 1699, le fort Bourbon est échangé aux Britanniques contre des postes fortifiés de la baie James à la suite du traité de Ryswick de 1697.
En 1714, à la suite du traité d'Utrecht de 1713, le commandement français remet le fort Bourbon aux Britanniques.
En 1782, La Pérouse commanda l'escadre qui va s'emparer des forts anglais de la Baie d'Hudson. La flotte française est composée de trois navires, un vaisseau de guerre de 74 canons Le Sceptre, deux frégates de 36 canons L'Astrée et L'Engageante et un cotre Le Severn (pris aux britanniques). Sur ces trois navires, sont embarqués 250 soldats de trois bataillons, détachements des régiments d'Armagnac et d'Auxerrois, détachement du corps royal d'infanterie de la Marine et détachement des Canonniers-Bombardiers de Saint-Domingue. Le fort Bourbon est repris, les stocks de fourrure sont embarqués et le bastion entièrement détruit à l'explosif. Le fort fut reconstruit en forme octogonale.
Au XIXe siècle, le Fort York devint, sous le nom de « York Factory », le centre de traite de la fourrure de la compagnie de la Baie d'Hudson. C'est un arrêt important de la route de la York Factory Express.

### York Factory
York Factory était un village de la baie d'Hudson au Manitoba, au Canada à l'embouchure de la rivière Hayes, à 100 km de Churchill. Abandonné en 1957 par la Compagnie de la Baie d'Hudson, il fut remis en 1968 au gouvernement du Canada qui en a fait un lieu historique national géré par Parcs Canada.